# Tom Gilb
Tom Gilb, né en 1940 à Pasadena, est un ingénieur américain et également auteur d'ouvrages dans le domaine de la méthodologie du développement logiciel ainsi que dans celui de la revue de code. Il est connu pour ses travaux sur le développement évolutif de logiciels, précurseur des méthodes agiles. Il est également connu pour le principe de Gilb qui peut s'énoncer comme étant le suivant : « si vous avez besoin de quantifier quelque chose, il existe toujours une manière de le faire qui est préférable à ne pas le quantifier du tout ».
Depuis 2012, il est membre de la British Computer Society.